# Współczynnik lambda
Współczynnik lambda, λ (inaczej lambda Goodmana i Kruskala) – jedna z miar siły związku pomiędzy dwiema zmiennymi nominalnymi. Współczynnik lambda odnosi się do tego, na ile znajomość rozkładu jednej zmiennej poprawia predykcję rozkładu drugiej zmiennej. Jest on równy proporcji pomiędzy wielkością, o jaką zmniejszy się liczba popełnianych błędów predykcji, a liczbą błędów, które zostałyby popełnione, gdyby przewidywanie było robione wyłącznie na podstawie rozkładu zmiennej przewidywanej. Współczynnik lambda został skonstruowany na bazie modelu proporcjonalnej redukcji błędu. Twórcami współczynnika lambda są statystycy Leo Goodman i William Kruskal. 
Współczynnik λ przyjmuje wartości z przedziału od 0 (brak związku) do 1 (związek doskonały).
Przykład zastosowania: Dane dotyczące związku pomiędzy płcią i nadciśnieniem tętniczym osób w wieku 50+ przedstawiono w poniższej tabeli:
|                       | Mężczyźni | Kobiety | Razem |
| Osoby z nadciśnieniem | 900       | 200     | 1100  |
| Osoby zdrowe          | 100       | 800     | 900   |
| Razem                 | 1000      | 1000    | 2000  |

1. Obliczamy, ile błędów popełnilibyśmy przewidując, czy konkretna losowo wybrana osoba z tej grupy ma nadciśnienie. Robimy to na podstawie wyłącznie ogólnego rozkładu zmiennej stan zdrowia. Większość osób to osoby z nadciśnieniem, więc za każdym razem przewidywalibyśmy, że losowo wybrana osoba ma nadciśnienie. Statystycznie pomylilibyśmy się 900 razy (bo tyle jest osób zdrowych).
2. Obliczamy, ile błędów popełnilibyśmy przewidując, czy konkretna losowo wybrana z tej grupy osoba ma nadciśnienie, ale tym razem swoje przewidywania opieramy na informacjach na temat płci tej osoby i wiedząc, jaki jest odsetek zdrowych i chorych wśród obu płci. Większość kobiet to osoby zdrowe, więc za każdym razem przewidywalibyśmy, że jeśli wylosowaliśmy kobietę to jest to najprawdopodobniej osoba zdrowa. Większość mężczyzn to osoby z nadciśnieniem, więc za każdym razem przewidywalibyśmy, że wylosowany mężczyzna ma nadciśnienie. Pomylilibyśmy się łącznie 300 razy - 100 razy w odniesieniu do zdrowych mężczyzn i 200 razy w odniesieniu do kobiet z nadciśnieniem. 
3. Znając płeć popełnilibyśmy o 600 błędów mniej niż nie znając płci.
4. Obliczamy współczynnik lambda dzieląc 600 (o tyle zmniejszyła się liczba popełnianych błędów) przez 900 (tyle błędów popełnilibyśmy opierając się jedynie na ogólnym rozkładzie stanu zdrowia wszystkich osób). 600:900=0,67. 
5. Współczynnik lambda siły związku pomiędzy zmienną płeć i nadciśnienie tętnicze wynosi 0,67, czyli istnieje dosyć silny związek pomiędzy płcią a występowaniem nadciśnienia.